# Pegesimallus inermis
Pegesimallus inermis là một loài ruồi trong họ Asilidae. Pegesimallus inermis được Hermann miêu tả năm 1908.